# Шори, Бригитта
Бриги́тта Шо́ри (нем. Brigitte Schori) — швейцарская кёрлингистка.
Играла на позиции второго.

## Достижения
- Чемпионат Европы по кёрлингу: серебро (2004).
- Чемпионат мира по кёрлингу среди юниоров: золото (1999).
- Чемпионат Швейцарии по кёрлингу среди юниоров: золото (1997, 1998).

## Команды
| Сезон   | Четвёртый          | Третий         | Второй        | Первый          | Запасной                                                     | Турниры                     |
| ------- | ------------------ | -------------- | ------------- | --------------- | ------------------------------------------------------------ | --------------------------- |
| 1996—97 | Сильвана Тиринцони | Мишель Кнобель | Бригитта Шори | Martina von Arx |                                                              | ЧШЮ 1997                    |
| 1997—98 | Сильвана Тиринцони | Мишель Кнобель | Бригитта Шори | Martina von Arx | Карин Маттей                                                 | ЧМЮ 1998 (6 место)          |
| 1997—98 | Сильвана Тиринцони | Мишель Кнобель | Бригитта Шори | Martina von Arx |                                                              | ЧШЮ 1998                    |
| 1998—99 | Сильвана Тиринцони | Мишель Кнобель | Бригитта Шори | Martina von Arx | Кармен Шефер тренер: Heinz Schmid                            | ЧМЮ 1999                    |
| 2004—05 | Мирьям Отт         | Биния Беели    | Бригитта Шори | Мишель Мозер    | Валерия Шпелти тренеры: Марио Гросс (ЧЕ), Гауденц Беели (ЧМ) | ЧЕ 2004 · ЧМ 2005 (8 место) |

(скипы выделены полужирным шрифтом)